# 가온전선
가온전선 주식회사(영어: GAON CABLE는 대한민국의 전선 제조 기업이다.